# Шпицберген (шхуна)
«Шпицберген» — двухмачтовая шхуна Беломорской флотилии Российской империи, находившаяся в составе флота с 1838 по 1839 год, первая из двух шхун одноимённого типа. Шхуна строилась специально для участия в научной экспедиции к архипелагу Новая Земля, после экспедиции использовалась для плаваний в Белом море и несения брандвахтенной службы, а по окончании службы была разобрана.

## Описание судна
Парусная двухмачтовая шхуна с деревянным корпусом, одна из двух шхун типа «Новая Земля». Длина шхуны между перпендикулярами по сведениям из различных источников составляла от 11,58 до 11,9 метра, ширина без обшивки от 3,35 до 3,4 метра, а глубина интрюма — 1,4 метра. Вооружение шхуны состояло из двух орудий, экипаж включал 15 человек.
Одно из двух парусных судов российского флота, носивших это наименование. Также в составе Балтийского флота нёс службу одноимённый шлюп 1805 года постройки.

## История службы
Шхуна «Шпицберген» была заложена на Соломбальской верфи 9 (21) февраля 1838 года и после спуска на воду 21 мая (2 июня) 1838 года вошла в состав Беломорской флотилии России. Строительство вёл корабельный мастер полковник В. А. Ершов.
В 1838—1839 годах «Шпицберген» вместе с шхуной «Новая Земля» участвовала в научной экспедиции прапорщика А. К. Цивольки к архипелагу Новая Земля. «Новой Землёй» командовал сам А. К. Циволька, а «Шпицбергеном» — С. А. Моисеев. Шхуны вышли в море из Архангельского порта 27 июня (9 июля) 1838 года. Они шли разными маршрутами, поэтому «Шпицберген» пришёл к архипелагу раньше.
До 27 июля (8 августа) с борта «Шпицбергена» осуществлялась съёмка западного берега Новой Земли, после чего судно вошло в бухту Мелкая на юго-западе северного острова архипелага. Через месяц, 27 августа (8 сентября), шхуна вновь вышла в море для проведения описи губы Сев. Сульменева и губы Крестовая. Работы продолжались до ноября, после чего судно вернулось в бухту Мелкая и было вытащено на берег для зимовки. Во время зимовки руководитель экспедиции А. К. Циволька заболел цингой и 16 (28) марта 1839 года умер. После его смерти руководство экспедицией принял командир «Шпицбергена» С. А. Моисеев. 23 июня (5 июля) 1839 года судно было вновь было спущено на воду и 4 (16) августа вышло из залива. До 25 августа (6 сентября) была осуществлена опись западных берегов архипелага в районе Кармакулы. После этого шхуна легла на обратный путь в Архангельск, куда благополучно прибыла 10 (22) сентября.
С 1840 по 1845 год шхуна несла брандвахтенную службу в Лапоминской гавани, на соломбальском рейде и в порту Архангельска, при этом в кампанию 1844 года её командир капитан-лейтенант Н. Ф. Корсаков был награждён орденом Святой Анны III степени. В кампании с 1846 по 1848 год «Шпицберген» ежегодно принимал участие в практических плаваниях в Белом море.
По окончании службы после 1850 года шхуна «Шпицберген» была разобрана.

## Командиры
Командирами парусной шхуны «Шпицберген» в составе Российского императорского флота в разное время служили:
- прапорщик корпуса флотских штурманов С. А. Моисеев (1838—1839 годы)[12];
- Л. М. Вальховский (1840 год);
- Пунашев (1842 год);
- М. В. Жевахов (1843 год);
- капитан-лейтенант Н. Ф. Корсаков (1844 год)[13];
- лейтенант А. А. Юнкман (1845 год)[14];
- капитан-лейтенант Н. Ф. Корсаков (1846—1848 годы)[13].